# Thường Nga 5
Thường Nga 5 (tiếng Trung: 嫦娥五号; Hán-Việt: Thường Nga ngũ hiệu; bính âm: Cháng'é wǔhào; tiếng Anh: Chang'e 5) là một nhiệm vụ robot thuộc Chương trình thám hiểm Mặt Trăng của Trung Quốc. Giống như các nhiệm vụ trước đó, con tàu được đặt tên theo Thường Nga, vị thần mặt trăng của Trung Quốc. Nó được phóng ngày 23 tháng 11 năm 2020 lúc 20:30 UTC từ Điểm Phóng Tàu vũ trụ Văn Xương trên đảo Hải Nam và hạ cánh xuống Mặt Trăng ngày 1 tháng 12 năm 2020, trước khi trở về Trái Đất với mẫu vật từ mặt trăng ngày 16 tháng 12 năm 2020, lúc 17:59 UTC.
Thường Nga 5 mang 1.731 g (61,1 oz) mẫu vật đất và đá mặt trăng trở về Trái Đất, và là nhiệm vụ mang về mẫu vật đầu tiên của Trung Quốc, cũng là nhiệm vụ đầu tiên kể từ Luna 24 năm 1976. Hoàn thành nhiệm vụ này, Trung Quốc trở thành quốc gia thứ ba mang mẫu vật từ Mặt Trăng về thành công, sau Hoa Kỳ và Liên Xô.

## Tổng quan
Chương trình thám hiểm Mặt Trăng của Trung Quốc dự kiến sẽ được thực hiện trong bốn giai đoạn với tiến bộ công nghệ tăng dần:
1. Giai đoạn đầu tiên là đến được quỹ đạo mặt trăng, hoàn thành bởi Thường Nga 1 năm 2007 và Thường Nga 2 năm 2010.
2. Giai đoạn thứ hai là hạ cánh và thám hiểm bề mặt Mặt Trăng, đạt được bởi Thường Nga 3 năm 2013 và Thường Nga 4 năm 2019 (phóng tháng 12 năm 2018, hạ cánh ở phía bên kia của Mặt Trăng vào tháng 1 năm 2019).
3. Giai đoạn thứ ba là thu thập mẫu vật mặt trăng từ phía nhìn thấy được và mang chúng về Trái Đất, nhiệm vụ của Thường Nga 5 và Thường Nga 6.
4. Giai đoạn thứ tư gồm xây dựng một trạm nghiên robot ở gần cực nam của Mặt Trăng.[14][15][16]

Chương trình nhằm mục đích hỗ trợ chuyến thám hiểm mặt trăng có con người trong thập niên 2030 và có thể xây dựng một cơ sở gần cực nam mặt trăng.

## Thành phần
Nhiệm vụ gồm bốn môđun hay bộ phận:

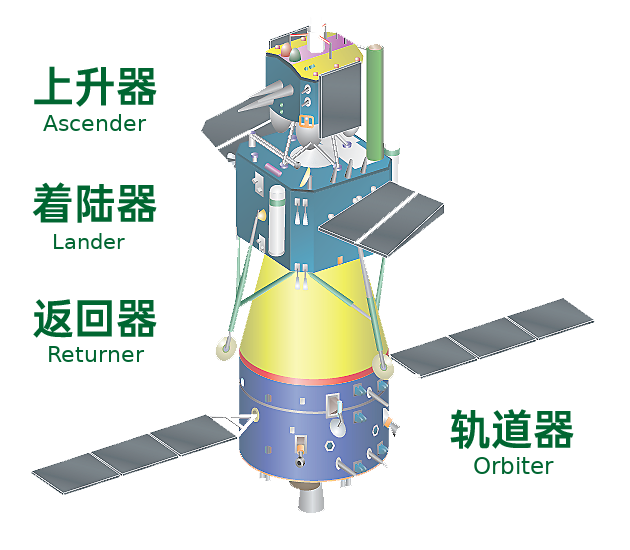
Thành phần của Thường Nga 5

- Thiết bị đáp thu thập khoảng 2 kg (4,4 lb) mẫu vật từ 2 m (6 ft 7 in) dưới bề mặt[6] và đặt chúng vào thiết bị nâng để đưa lên quỹ đạo mặt trăng ngày 3 tháng 12 năm 2020.
- Thiết bị nâng thực hiện tiếp cận tự động và gắn với một thiết bị bay quanh quỹ đạo để chuyển vật mẫu vào một tàu con nhộng để quay lại Trái Đất.[5][20]
- Thiết bị quay thực hiện chuyến đi khoảng 4,5 ngày quay lại Trái Đất và thả con nhộng ngay trước khi đến nơi. Con nhộng nhảy khỏi khí quyển một lần trước khi trở lại.[3]
- Thiết bị nhận nhận mẫu vật từ thiết bị nâng và mang chúng trở lại Trái Đất.

Khối lượng phóng ước tính khoảng 8.200 kg (18.100 lb), thiết bị đáp khoảng 1.200 kg (2.600 lb) và thiết bị nâng là khoảng 500 kg (1.100 lb).
Không như Thường Nga 4 được lắp một bộ gia nhiệt đồng vị phóng xạ để chịu được cái lạnh của đêm mặt trăng, quá trình hạ cánh và lấy mẫu của Thường Nga 5 cần diễn ra trong một ngày mặt trăng (dài khoảng 14 ngày Trái Đất). Toàn bộ nhiệm vụ kéo dài 23 ngày cho đến khi hạ cánh ở Tứ Tử Vương, Nội Mông, ngày 16 tháng 12 năm 2020. Các mẫu vật sau đó được chuyển đến các cơ sở chuyên dụng để xử lý, phân tích và cất giữ.

### Thiết bị khoa học
Xe tự hành đáp chứa những máy ảnh, một máy ảnh toàn cảnh, một máy quang phổ để xác định thành phần khoáng chất, một thiết bị phân tích khí đất, một dụng cụ phân tích thành phần đất, một máy dò nhiệt theo lớp, và một radar xuyên đất.
Đế thu thập mẫu vật, xe được trang bị một cánh tay robot, một máy khoan đập-xoay, một muỗng múc mẫu vật, và các ống phân tách từng mẫu vật riêng lẻ.

## Thông tin nhiệm vụ
Thường Nga 5 gồm một môđun hỗ trợ, tàu đáp mặt trăng, thiết bị nâng, và thiết bị mang mẫu vật về. Tàu thăm dò dự kiến được phóng tháng 11 năm 2017 bởi một tên lửa Long March 5 từ Điểm Phóng Tàu vũ trụ Văn Xương trên đảo Hải Nam; tuy nhiên, một sự cố tháng 7 năm 2017 khiến kế hoạch ban đầu phải hoãn lại. Ngày 27 tháng 12 năm 2019, Long March 5 vận hành bình thường trở lại, cho phép nhiệm vụ được tiếp tục.

### Phóng
Tàu Thường Nga 5 được phóng ngày 23 tháng 11 năm 2020 lúc 20:30 UTC, bởi một tên lửa Long March 5 từ Điểm Phóng Tàu vũ trụ Văn Xương trên đảo Hải Nam. Bình minh trên Mons Rümker diễn ra ngày 27 tháng 11 năm 2020, trước khi tàu hạ cánh.

### Giai đoạn quay quanh mặt trăng
Ngày 28 tháng 11 năm 2020, lúc 12:58 UTC, tàu vũ trụ sử dụng động cơ trong 17 phút và thắng vào quỹ đạo quanh mặt trăng ở độ cao 400 km (250 mi). Sáng ngày 30 tháng 11 năm 2020, thiết bị đáp và thiết bị nâng tách khỏi thiết bị quay để chuẩn bị hạ cánh.

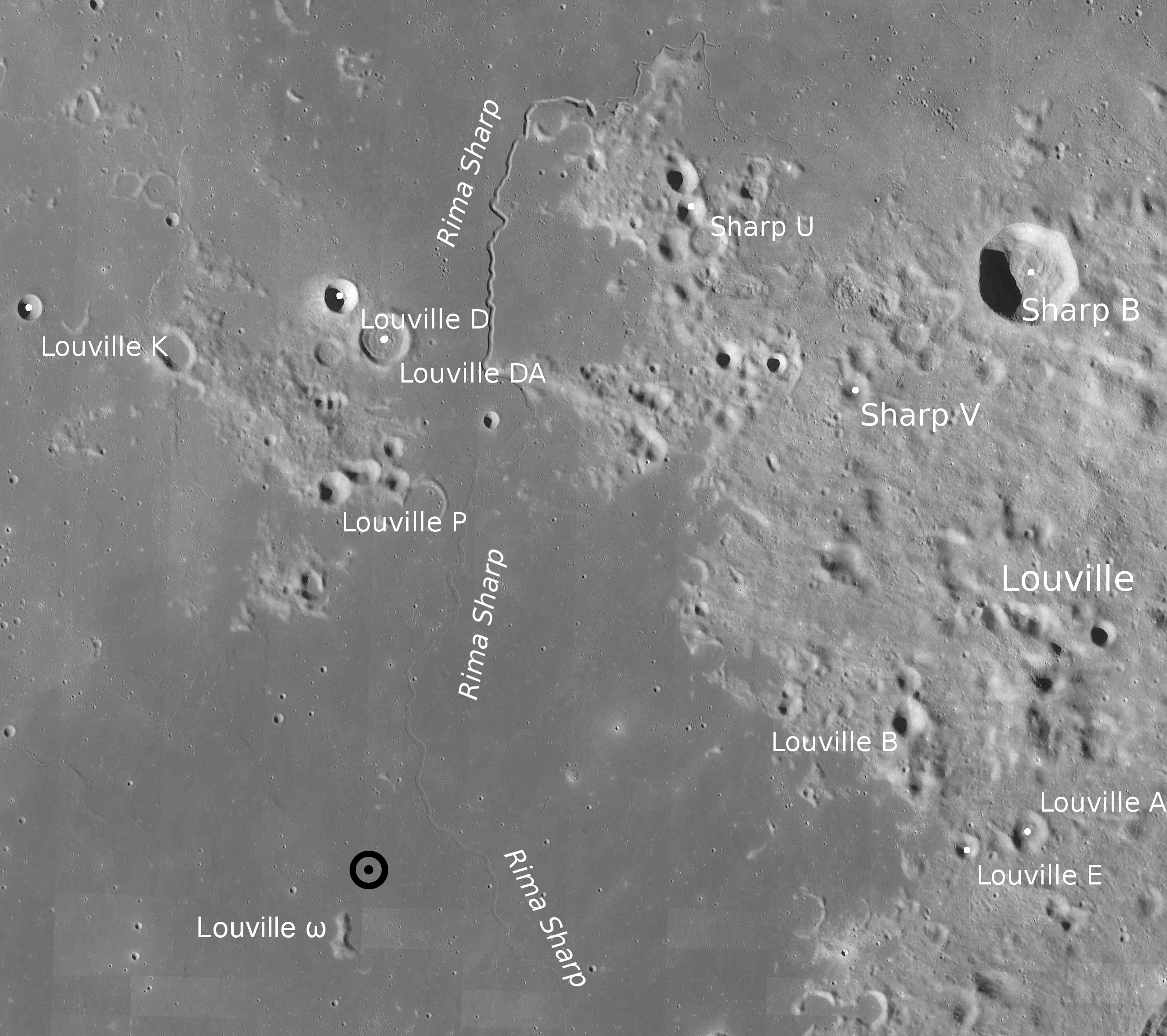
Địa điểm đáp của Thường Nga 5 gần đồi Louville Omega (Louville ω, gần hố va chạm Louville).

### Điểm đáp

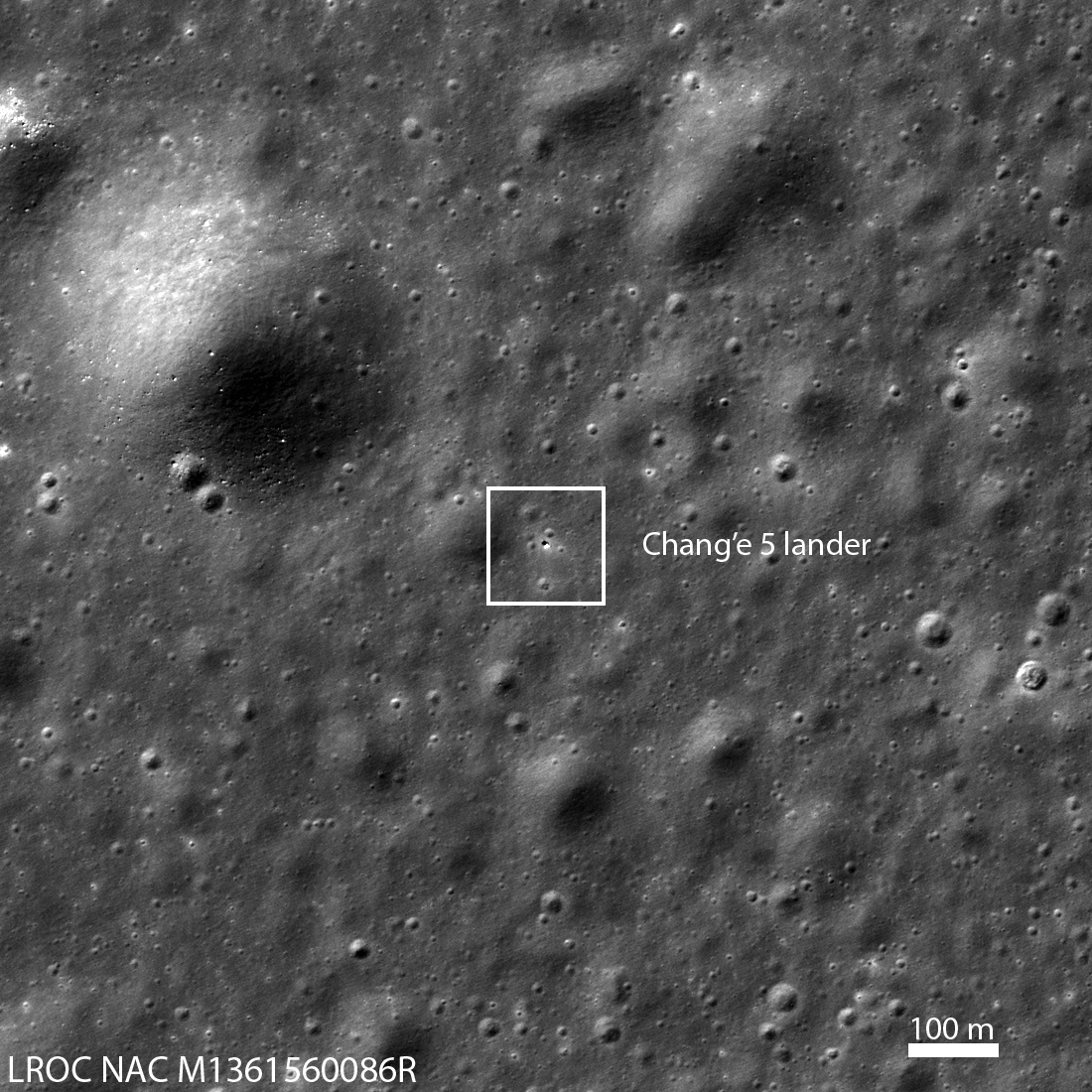
Ảnh thiết bị đáp của Thường Nga 5 trên bề mặt Mặt Trăng chụp bởi Tàu quỹ đạo Trinh sát Mặt Trăng của NASA

Vị trí hạ cánh của Thường Nga 5 so với những nhiệm vụ khác

Thiết bị đáp và nâng hạ cánh lên bề mặt Mặt Trăng ngày 1 tháng 12 năm 2020 lúc 15:11 UTC. Nơi hạ cánh gần Mons Rümker trong Oceanus Procellarum (Đại dương Bão), nằm ở vùng tây bắc của nửa gần của Mặt Trăng. Khu vực này chứa những phần địa chất khoảng 1,21 tỷ năm tuổi, so với những mẫu vật của Apollo trong khoảng 3,1 đến 4,4 tỷ năm tuổi. Địa điểm này là một gò núi lửa cao, rộng, với đường kính 70 km (43 mi) mang dấu hiệu quang phổ đặc trưng của chất biển mặt trăng bazan. Các mẫu vật thu được còn tương đối trẻ làm dấy lên hy vọng cho phép các nhà khoa học cải thiện các kỹ thuật hiệu chỉnh để ước lượng độ tuổi của bề mặt địa chất trên các hành tinh, vệ tinh và thiên thạch trong hệ Mặt Trời.

### Mang mẫu vật về Trái Đất
Ngày 3 tháng 12 năm 2020, thiết bị nâng của Thường Nga 5 rời khỏi Oceanus Procellarum lúc 15:10 UTC và, sáu phút sau, đi vào quỹ đạo quanh mặt trăng. Thiết bị nâng gắn vào tổ hợp quay-nhận trong quỹ đạo quanh mặt trăng ngày 5 tháng 12 năm 2020 lúc 21:42 UTC, và các mẫu vật được chuyển sang con nhộng trở về lúc 22:12 UTC. Ngày 6 tháng 12 năm 2020 lúc 04:35 UTC, thiết bị nâng tách khỏi tổ hợp quay-nhận. Sau khi hoàn thành nhiệm vụ, thiết bị nâng được ra lệnh rời khỏi quỹ đạo ngày 7 tháng 12 năm 2020, lúc 22:59 UTC, và va vào bề mặt Mặt Trăng lúc 23:30 UTC, ở gần điểm (~30°S, 0°E). Ngày 13 tháng 12 năm 2020 lúc 01:51 UTC, ở độ cao 230 kilômét so với bề mặt Mặt Trăng, thiết bị quay và thiết bị nhận khởi động bốn động cơ thành công để đi vào quỹ đạo chuyển giao Hohmann Mặt Trăng-Trái Đất.
Các linh kiện và hệ thống điện từ trên thiết bị của Thường Nga 5 dự kiến ngưng hoạt động ngày 11 tháng 12 năm 2020, do nhiệt độ cực thấp của Mặt Trăng và không được trang bị bộ gia nhiệt đồng vị phóng xạ. Tuy nhiên, các kỹ sư dự kiến thiết bị đáp Thường Nga 5 bị hư hỏng và ngừng hoạt động sau khi đóng vai trò là bệ phóng cho môđun nâng ngày 3 tháng 12.
Ngày 16 tháng 12 năm 2020 vào khoảng 18:00 UTC, con nhộng trở về nặng 300 kilôgram thực hiện quay lại tàu lượn, bật khỏi khí quyển trên Biển Ả Rập trước khi quay lại bầu khí quyển. Con nhộng chứa khoảng 2 kilôgram vật liệu mặt trăng, hạ cánh giữa đồng cỏ tại Tứ Tử Vương thuộc vùng Ulanqab ở nam Nội Mông. Các thiết bị thu hồi nhanh chóng tìm được con nhộng sau đó.

## Nghiên cứu mẫu vật mặt trăng
Xác định độ tuổi của các mẫu vật sẽ cung cấp dữ liệu cho giả thuyết rằng một số vùng của Mặt Trăng có hoạt động núi lửa ở giai đoạn muộn, và phân tích thành phần có thể giải thích một phần nguyên nhân vì sao. Katherine Joy của Đại học Manchester coi các mẫu vật có thể là một trong những dòng dung nham mặt trăng cuối cùng phun trào. "Nếu đúng như thế, chúng không chỉ cho ta biết về lịch sử nhiệt của Mặt Trăng mà còn là những mẫu vật quan trọng giúp ta hiệu chỉnh lịch sử va chạm của Mặt Trăng." Xác định độ tuổi của phần Mặt Trăng tương đối trẻ này sẽ cung cấp thêm những điểm dữ liệu để ước lượng độ tuổi bề mặt của những thiên thể khác trong Hệ Mặt Trời. Ngô Diễm Hoa (吴艳华), phó chủ tịch của Cục Vũ trụ Quốc gia Trung Quốc (CNSA) thông báo rằng những mẫu vật mới này sẽ được chia sẻ với Liên Hợp Quốc và các đối tác quốc tế cho mục đích nghiên cứu không gian.

## Nhiệm vụ liên quan

### Thường Nga 5-T1
Thường Nga 5-T1 là một nhiệm vụ robot mặt trăng thử nghiệm được phóng ngày 23 tháng 10 năm 2014 để thử nghiệm tái nhập khí quyển với thiết kế con nhộng dự kiến dùng trong nhiệm vụ Thường Nga 5. Môđun hỗ trợ của nó, có tên gọi DFH-3A, nằm ở quỹ đạo quanh Trái Đất trước khi được chuyển sang quỹ đạo quanh Mặt Trăng qua L2 Trái Đất–Mặt Trăng ngày 13 tháng 1 năm 2015, sau đó nó dùng 800 kg nhiên liệu còn lại để kiểm tra những thao tác quan trọng cho nhiệm vụ mặt trăng sau này.

## Hợp tác quốc tế

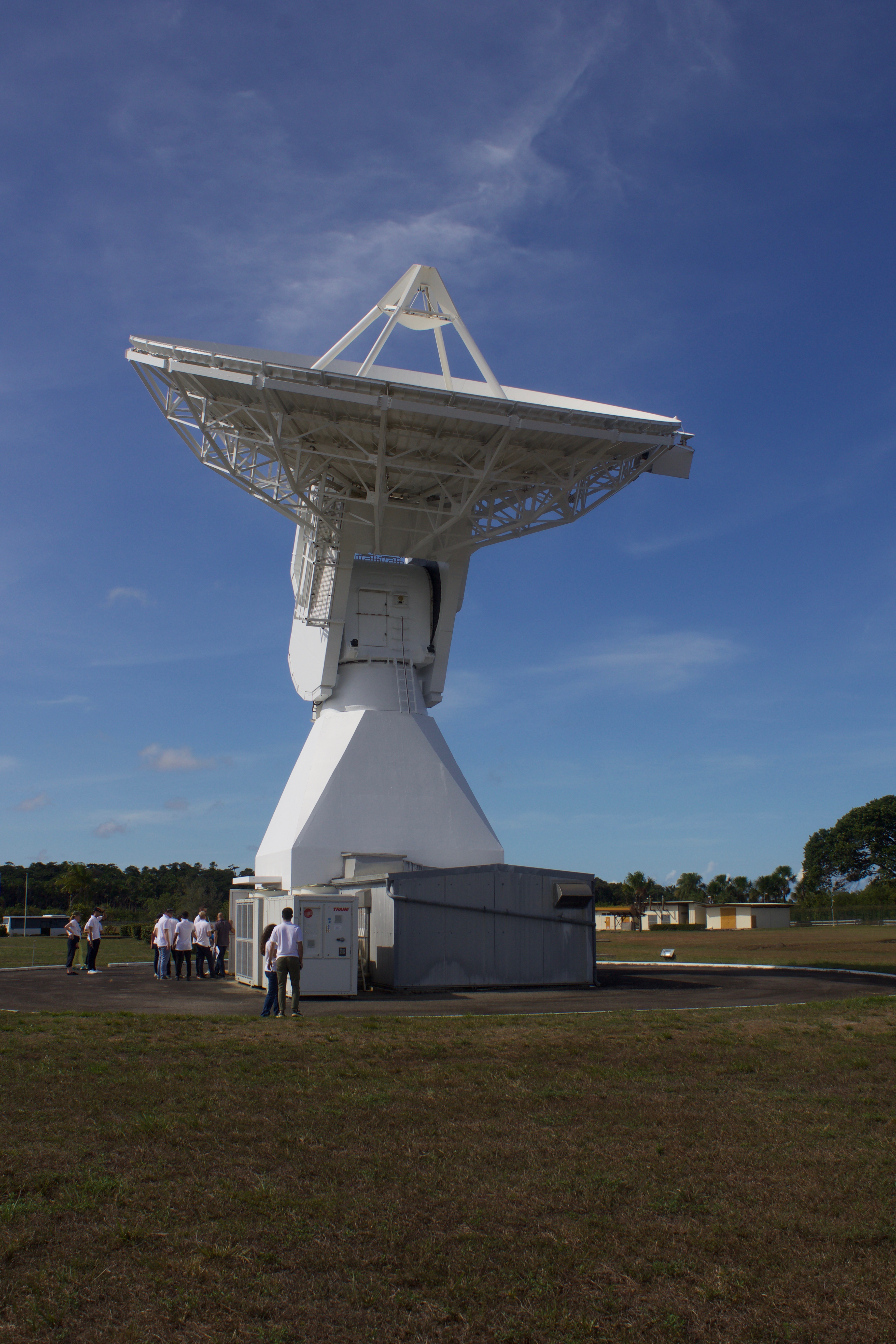
Ăngten của trạm vũ trụ Kourou của ESA.

Cơ quan Vũ trụ châu Âu (ESA) ủng hộ nhiệm vụ Thường Nga 5 bằng việc theo dõi qua trạm Kourou của ESA, nằm ở Guiana của Pháp. ESA đã theo dõi tàu vũ trụ trong quá trình phóng và đáp trong khi cung cấp các trạm mặt đất dự phòng cho Trung Quốc trong suốt thời gian diễn ra nhiệm vụ. Dữ liệu từ trạm Kourou đã giúp nhóm điều kiển ở Trung tâm Kiểm soát Hàng không Vũ trụ Bắc Kinh xác định tình trạng và quỹ đạo của con tàu. Thường Nga 5 trở về Trái Đất ngày 16 tháng 12 năm 2020. Trong quá trình đáp đất, ESA dùng Trạm Maspalomas của mình, nằm ở quần đảo Canary và vận hành bởi Viện Công nghệ Hàng không Vũ trụ Quốc gia (INTA) tại Tây Ban Nha, để giúp nỗ lực theo dõi.

## Phản ứng quốc tế
Nhà báo khoa học Bob McDonald thảo luận Thường Nga 5 bằng việc so sánh với chương trình Luna của Liên Xô, bao gồm việc đưa Luna 15, Luna 16, và Luna 24 lên Mặt Trăng. Năm 1969, Luna 15 cố giữ một mẫu vật đất Mặt Trăng và mang về Trái Đất nhưng không thành công và va chạm trong quá trình đáp xuống Mặt Trăng. Một năm sau, nhiệm vụ Luna 16 mang về 100 gam đất Mặt Trăng, tiếp theo bởi hai nhiệm vụ mang về mẫu vật thành công khác, gần đây nhất là Luna 24 năm 1976. McDonald cho rằng Trung Quốc đã tham gia một cuộc chạy đua Mặt Trăng.